# María Cortés de Chavez
María Cortés de Chaves (Barranquilla, 1929-Bogotá, 24 de febrero de 2014) fue una empresaria cosmética colombiana, popular por haber sido la fundadora de la reconocida marca de cosméticos Jolie de Vogue, propiedad del grupo L’Oréal desde 2012.

## Biografía
María se trasladó a la ciudad de Cali en busca de mejores oportunidades laborales. Allí empezó a desempeñarse como secretaria en una empresa de cosméticos y empezó a interesarse en dicha labor. Después fue trasladada a la ciudad de Bogotá, donde conoció a un vendedor llamado Roberto Chavez, quien se convertiría en su esposo y socio. Junto a Roberto formó un centro de distribución de medicamentos. Inspirada en la revista de moda estadounidense Vogue, María creó una microempresa de productos cosméticos, que inicialmente constaba de una producción de 10000 esmaltes para uñas. Con el tiempo la marca empezó a desarrollar otro tipo de productos, como removedores de esmalte, cremas humectantes para manos y lápices de ojos.
En 1982 la empresa pasó a llamarse Jolie de Vogue. En 1986 la empresa se convirtió en patrocinadora oficial del Concurso Nacional de Belleza celebrado anualmente en la ciudad de Cartagena de Indias. Gracias a ese patrocinio y a la calidad de sus productos, Jolie de Vogue se convirtió en un la empresa cosmética más exitosa y reconocida en Colombia. María empezó a vincularse en todo lo relacionado al maquillaje de las candidatas al concurso, acompañando incluso a las representantes de su país a todas las ediciones de Miss Universo como franquiciante, el cual duró por espacio de 30 años hasta 2016.
En 2012 la multinacional francesa L’Oréal adquirió la marca Vogue. En sus últimos años, María se dedicó a pasar tiempo con su numerosa familia. Falleció el 24 de febrero de 2014 en el Club el Nogal de la ciudad de Bogotá.

## Premios y distinciones
- Premio "Women Entrepreneurs of the World" por la firma The Leading (2001).
- Premio Ave Fénix (2010).
- Premio WCD (Women Corporate Directors) de las Américas (2012).